# Jänissaari (ö i Finland, Norra Karelen, Joensuu, lat 62,67, long 29,29)
Jänissaari är en ö i Finland. Den ligger i sjön Viinijärvi och i kommunen Libelits i den ekonomiska regionen  Joensuu ekonomiska region  och landskapet Norra Karelen, i den sydöstra delen av landet, 400 km nordost om huvudstaden Helsingfors. Öns area är 4,1 hektar och dess största längd är 370 meter i nord-sydlig riktning.